# Мьюис, Кристи
Кристен Энн (Кристи) Мьюис (англ. Kristen Anne "Kristie" Mewis; род. 25 февраля 1991, Уэймут, Массачусетс) — американская футболистка, полузащитница, старшая сестра Сэм Мьюис. Со женской сборной США бронзовый призёр Олимпийских игр 2020 года и чемпионка КОНКАКАФ (2022), со сборной девушек (до 17 лет) вице-чемпионка мира 2008 года. Чемпионка Германии (2015/2016) с клубом «Бавария» (Мюнхен).

## Личная жизнь
Родилась в 1991 году в семье Боба и Мелиссы Мьюис. Мать — выпускница Северо-Западного университета, в котором училась на спортивной стипендии, играя за вузовскую баскетбольную сборную. Отец играл в футбол в команде Фитчбургского государственного колледжа; оба родителя также занимались марафонским бегом. Не только Кристи, но и её младшая сестра Сэм успешно занимается футболом: обе сестры играли за сборную США на чемпионате мира 2008 года среди девушек в возрасте до 17 лет, чемпионате мира 2010 года среди девушек в возрасте до 20 лет и на Олимпийских играх в Токио.
Окончила педагогический факультет Бостонского колледжа; основная специальность — человеческое развитие, вторая специальность — коммуникации.
С 2017 по 2019 год встречалась с британской футболисткой Рейчел Дейли. В 2020 году оказалась в двухнедельном карантине с нападающей сборной Австралии Сэм Керр. Завязавшееся знакомство перешло в романтические отношения, которые стали достоянием гласности в ходе Олимпийских игр в Токио, где команды Мьюис и Керр встретились в матче за бронзовые медали. В сентябре 2023 года в проморолике Мьюис на пальце американской футболистки зрители увидели кольцо с большим камнем. Это дало толчок к предположениям в соцсетях и на новостных сайтах о том, что Мьюис и Керр обручились. В ноябре в интервью журналу People футболистки подтвердили, что обручены, а спустя год объявили, что Мьюис беременна и в следующем году ждёт ребёнка.

## Игровая карьера
Играл в футбол за сборную региональной средней школы Уитмен-Хансон, забив за четыре года 74 гола (в том числе 34 в предпоследний год учёбы) и сделав 34 результативных передачи. Была капитаном школьной команды в два последних года; в выпускном классе почти не играла из-за участия в национальной сборной девушек, но выступала за сборную школы по лёгкой атлетике в зимних соревнованиях и установила новые рекорды школы в беге на 300 и 600 м в помещении.
В составе сборной США в 2008 году принимала участие в чемпионате мира (до 17 лет). В сборной делила капитанскую повязку и забила два гола, получив «Бронзовый мяч» — награду лучшему игроку турнира, — а команда США завоевала серебряные медали. Признана Национальной ассоциацией футбольных тренеров США лучшим игроком 2008 года среди девушек.
В том же году поступила в Бостонский колледж и четыре года выступала за его сборную. За это время забила 39 голов и сделала 38 результативных передач. Суммарный показатель Мьюис (116 очков по системе «гол плюс пас») остаётся рекордом колледжа спустя десять лет после того, как она его окончила. За годы учёбы дважды включалась в символическую сборную всех звёзд Конференции атлантического побережья. Дважды включалась также в символические всеамериканские сборные I дивизиона по версии Национальной ассоциации футбольных тренеров, в том числе в последний год учёбы — в первую сборную, и была претенденткой на Херманн Трофи — приз лучшей студентке-футболистке года. Во время учёбы приняла участие в проходившем в Германии чемпионате мира 2010 года (до 20 лет), в четырёх матчах выходила в стартовом составе, забила один гол и отдала две голевых передачи.
По окончании вуза провела два матча за команду «Канберра Юнайтед» в чемпионате Австралии, забив два гола. В феврале 2013 года дебютировала в составе взрослой сборной США в товарищеском матче против сборной Шотландии, свой первый гол за национальную команду забила в июне того же года в матче против сборной Республики Кореи. На драфте Национальной женской футбольной лиги (NWSL) 2013 года была выбрана под общим 3-м номером клубом «Канзас Сити». В свой единственный сезон с этой командой провела 20 матчей, в основном на позиции левой защитницы, забила один гол и помогла занять второе место в регулярном сезоне.
Всего в 2013—2014 годах провела за сборную США 15 матчей, но затем выпала из её состава на шесть лет. В 2014 году подписала контракт с клубом NWSL «Бостон Брейкерс» и провела в его составе следующие три сезона. В межсезонье играла сначала за японскую команду «Куноити», а затем за мюнхенскую «Баварию». С «Баварией» стала в сезоне 2015/2016 чемпионкой Бундеслиги и играла в Лиге чемпионов.
На протяжении сезона 2017 года в NWSL дважды сменила клуб. Начала год с командой «Вашингтон Спирит», провела за неё 19 игр, забила три гола и сделала одну голевую передачу. 21 августа была обменяна в «Чикаго Ред Старз», но за этот клуб успела провести лишь один матч и забить один гол. 30 августа обменяна в «Хьюстон Дэш», где провела как остаток сезона 2017 года, так и следующие четыре сезона в NWSL. В 2020 году, когда регулярный чемпионат NWSL был отменён из-за пандемии COVID-19, выиграла с «Хьюстоном» Кубок вызова лиги, сыграв во всех шести матчах этого турнира и забив один гол.
В 2020 году благодаря успешной игре в NWSL возвратилась в состав национальной сборной США. Первый матч после возвращения провела в ноябре против команды Нидерландов. Между 15-м и 16-м матчами Мьюис со сборной прошло 2454 дня — второй показатель в истории команды (рекорд, 2466 дней, принадлежит Кейси Рейгор). Уже в этой игре отметилась голом за сборную. В 2021 году завоевала с национальной командой бронзовые медали Олимпийских игр в Токио. В чемпионате КОНКАКАФ 2022 года забивала в двух матчах подряд и помогла сборной завоевать путёвку на чемпионат мира 2023 года и Олимпийские игры в Париже.
В драфте расширения NWSL 2022 года была выбрана под первым номером новым клубом лиги «Сан-Диего Уэйв», но уже в декабре 2021 года права на полузащитницу перешли команде «Готэм» за 200 тысяч долларов. За этот клуб Мьюис выступала в 2022 и 2023 годах.
22 декабря 2023 года присоединилась к английскому клубу «Вест Хэм Юнайтед». За лондонскую команду дебютировала 21 января 2024 года, заменив на 62-й минуте Хоноку Хаяси и отдав голевую передачу в проигрышном матче против «Тоттенхэм Хотспур» (3:4).